# Third United States Army

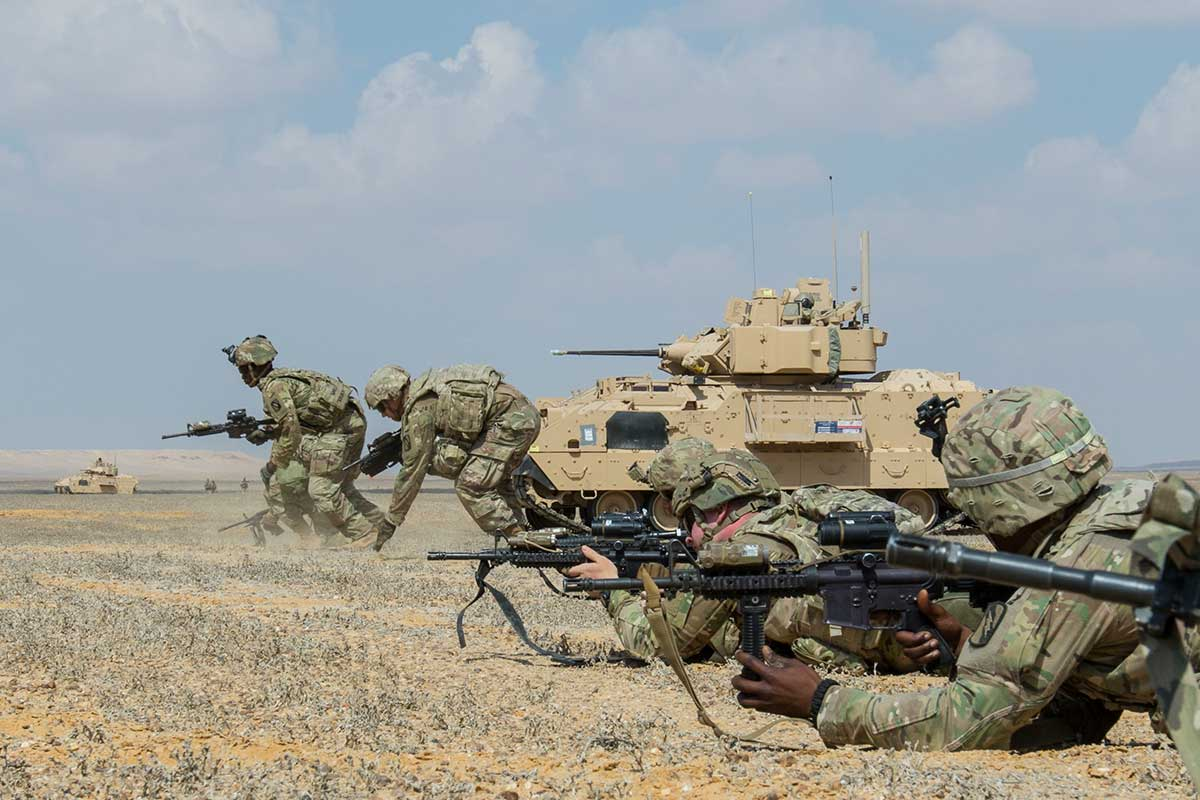
Unità della Task Force Spartan durante un'esercitazione congiunta in Egitto nel 2018

Lo United States Army Central (USARCENT) è un comando regionale dell'Esercito degli Stati Uniti responsabile di tutte le sue unità schierate in Medio Oriente e componente dell'Esercito del CENTCOM. Il suo quartier generale è situato presso la Shaw Air Force Base, Carolina del Sud

## Missione
USARCENT è una forza dell'esercito a livello operativo designata dal Segretario dell'Esercito come Comando di servizio dell'esercito del comando centrale degli Stati Uniti. A nome del Segretario dell'Esercito e attraverso il Capo di Stato Maggiore dell'Esercito, USARCENT esercita il controllo amministrativo di tutte le forze dell'esercito americano in Medio Oriente e Asia Centrale - che include fornitura, equipaggiamento, addestramento, assistenza, amministrazione e mantenimento delle forze .
Supporta inoltre elementi congiunti, interoperativi, intergovernativi e multinazionali (JIIM) nell'area di responsabilità CENTCOM (AOR) attraverso il supporto dell'esercito ad altri servizi, come difesa missilistica, gestione logistica, trasporti, distribuzione di carburante, comunicazioni, servizi veterinari e smaltimento di ordigni esplosivi. Ulteriori responsabilità in materia di protezione e sostegno comprendono appalti, assistenza medica ed evacuazione, servizio postale militare e operazioni di detenzione.
Quando delegato dal comandante CENTCOM, USARCENT esercita il controllo operativo su tutte le forze armate statunitensi nell'AOR CENTCOM, ad eccezione delle forze armate statunitensi-Afghanistan (USFOR-A) e della Task Force congiunta combinata (CJTF) in Iraq. Anche per il comandante CENTCOM, USARCENT produce piani militari, migliora le relazioni e l'interoperabilità con le nazioni partner attraverso esercitazioni e facilita la transizione senza soluzione di continuità delle forze congiunte dentro e fuori dal teatro.
Infine, quando diretto da CENTCOM, USARCENT funge da Task Force congiunta in grado di comandare e controllare forze congiunte e/o di coalizione impegnate in operazioni militari sostenute, tra cui soccorsi in caso di calamità e risposta alle crisi. Ad esempio, USARCENT ha prestato servizio in tale veste nel 2003, durante l'invasione dell'Iraq e dal 2014 al 2015, per la lotta contro l'ISIS.

## Organizzazione
- 1st Theater Sustainment Command
  - Special Troops Battalion
    - 411th Transportation Detachment - Equipaggiato con LSV-5 MG Charles P. Gross

  - 14th Human Resources Sustainment Center
  - 18th Financial Management Support Center
  -  311th Expeditionary Sustainment Command (USARC)
- Task Force Spartan

Organizzazione multi-componente costituita da unità dell'esercito attivo e della Army National Guard, completate da unità di supporto dell'USAR.
- 335th Signal Command (Theater) (USARC)
- Area Support Group Kuwait
- Area Support Group Qatar
- Area Support Group Jordan

## Storia
Costituita come  3rd Army per la prima volta nella fase finale della prima guerra mondiale dal generale John Pershing, capo dell'American Expeditionary Forces e posta sotto il primo comando di Joseph Dickman per portare la guerra dalla Francia ai confini interni della Germania e nuovamente attivata nel 1944 durante la seconda guerra mondiale.
Posta al comando del generale George Smith Patton l'armata si distinse durante la campagna in Europa del 1944-1945 mostrando grande spirito offensivo e notevoli capacità nella guerra di movimento meccanizzata. La 3rd Army, costituita da numerose divisioni corazzate e motorizzate molto efficienti, ebbe un ruolo decisivo nella battaglia di Normandia, nella liberazione della Francia e nella battaglia delle Ardenne, durante la quale contribuì a fermare l'offensiva tedesca. Sempre al comando del generale Patton, concluse la guerra con una serie di vittorie, attraversando il Reno, avanzando nel cuore della Germania fino a Lipsia e arrivando vicino a Praga.
Dopo la seconda guerra mondiale il comando della 3rd Army è rimasto attivo all'interno dell'esercito americano e il suo quartier generale ha diretto (in secondo comando) nel 1950 l'invasione del Nord della Corea e nel 1991 le forze terrestri statunitensi impegnate nell'operazione Desert Storm.